# Loppersum (gemaal)
Het gemaal Loppersum is gelegen aan het einde van de Lopster Wijmers en het begin van het Westeremdermaar, direct naast de N996. Het gemaal en de naastgelegen schutsluis zijn gebouwd in 1991 om de relatieve waterstijging als gevolg van de bodemdaling door de winning van aardgas te compenseren.
Het gemaal bemaalt het gebied dat globaal gelegen is tussen de Eemshavenweg, de Delleweg, de spoorlijn en de laan van Garsthuizen naar Loppersum.
Het geloosde water wordt via de Lopster Wijmers en het Damsterdiep afgevoerd naar Delfzijl, waar het gemaal De Drie Delfzijlen het naar zee pompt.

## Sluisje
Naast het gemaal is een sluisje, uitsluitend voor kano's, met de naam Brouwersluis, genoemd naar de nabijgelegen brug de Brouwerstil.
Abelstok · De Drie Delfzijlen · Den Deel · Loppersum · Schaphalsterzijl · Stad & Lande · Tilburg
bodemdaling · gemaal